# Super Robot Mach Baron
Super Robot Mach Baron (スーパーロボット マッハバロン, Sūpā Robotto Mahha Baron) es una serie de televisión japonesa tokusatsu de 26 episodios, que se emitió del 7 de octubre de 1974 al 31 de marzo de 1975 a través del canal japonés "Nihon TV". Esta serie es secuela de la serie predecesora Super Robot Red Baron. La compañía de producción de la serie es "Nippon Gedai". 
En Taiwán, la serie fue adaptada al cine en una película de 85 minutos llamada "鐵超人" (literalmente Súper Hombre de Hierro), que usó escenas de la serie original así como escenas nuevas con actores de Hong Kong, de una manera similar a cómo ocurrió con la serie estadounidense Mighty Morphin Power Rangers. Esta película se lanzó en España bajo el título Mazinger Z, el robot de las estrellas, si bien no tiene relación alguna con la serie de Gō Nagai.

## Argumento
El Dr. Yoichiro Arashida es un estudiante de robótica con el Dr. Georg Rallerstein, un genio científico alemán. Sin embargo, se entera de que éste planea dominar el mundo usando el Mach Baron, un robot gigante que ha diseñado y que estaba a punto de terminar. Para evitarlo, Arashida hace explotar al robot y escapa de Alemania con su mujer y su hijo, Yō, llevándose los planos, y se dirige a Japón en un barco de pasajeros. Sin embargo, el barco se hunde al ser atacado por el robot Heil V1, y Yoichiro y su mujer pierden la vida, dejando los planos a su hijo. Yō es entonces acogido por su abuelo, Ryunosuke, director una gran corporación, y empieza a ser entrenado como piloto del Mach Baron en preparación para la inminente invasión del Imperio Robot. Inspirado por la muerte de su hijo, Ryunosuke usa toda su fortuna personal para fundar la KSS, una organización contra el Imperio Robot, y pasa diez años construyendo en secreto el Mach Baron II. 
Tras recibir la información de que el Mach Baron está a punto de ser completado, Rellerstein ordena a su hijo mayor, Jefe de Estado Mayor del Ejército Tanz, destruir al Mach Baron. Envía al Heil V2, un robot del ejército modificado a partir del Heil V1. Al mismo tiempo, los soldados imperiales atacan la residencia de los Arashida y matan a Ryunosuke. Yō se dirige a la base secreta de la KSS, donde le espera el Mach Baron, que ha sido rediseñado y construido por el Dr. Murano, comandante de la KSS. Con la guía del Dr. Murano, Yō activa el Mach Baron y se enfrenta al Imperio Robot, junto con un grupo de pilotos denominados "Guardaespaldas De Acero". En los sucesivos episodios, tendrá que enfrentarse contra distintos robots gigantes, controlados por el Gran Coordinador, el malvado amo del Imperio Robot. Luego de varias batallas, finalmente, al verse superado, el Gran Coordinador decide abandonar la batalla, pero es destruido por Mach Baron, finalizando así la lucha contra el Imperio Robot.